# Epixiphium wislizeni
Epixiphium wislizeni là một loài thực vật có hoa trong họ Mã đề. Loài này được (Engelm. ex A.Gray) Munz mô tả khoa học đầu tiên năm 1926.